# Svartgöl (Yxnerums socken, Östergötland, 646122-152767)
Svartgöl är en sjö i Åtvidabergs kommun i Östergötland och ingår i Söderköpingsåns huvudavrinningsområde. Svartgöl ligger i Hästenäs Natura 2000-område.